# Yomoda Shuhei
Shuhei Yomoda (四方田 修平, sinh ngày 14 tháng 3 năm 1973) là một huấn luyện viên và cựu cầu thủ bóng đá người Nhật Bản, hiện đang là huấn luyện viên trưởng của câu lạc bộ J1 League Yokohama FC.